# TV Refrath
Der Turnverein Refrath 1893 e. V. (kurz TV Refrath) ist ein Sportverein aus dem Bergisch Gladbacher Stadtteil Refrath. Er wurde 1893 gegründet und ist mit rund 2000 Mitgliedern einer der größten Sportvereine der Region. Von den insgesamt 17 Abteilungen erlangte vor allem die Badminton-Abteilung überregionale Bedeutung. Mit mehreren Mannschaften nimmt der TV Refrath am Spielbetrieb des Deutschen Badminton-Verbands teil, beispielsweise in der 1. und 2. Bundesliga.

## Abteilung Badminton
Im Jahre 1990 wurde die Abteilung gegründet und zeitgleich die erste Mannschaft gemeldet. Bereits drei Jahre später konnte der Verein eine erste Medaille bei der Westdeutschen Badmintonmeisterschaft erringen. 1997 übernahm der sieben Jahre zuvor selbst deutscher Meister gewordene Volker Renzelmann den Trainerposten, der den Klub in den nächsten drei Jahren direkt über die Oberliga in die drittklassige Regionalliga führte. In den folgenden Jahren stellte der TV Refrath vermehrt deutsche Meister und Teilnehmer an Europameisterschaften in den Nachwuchsspielklassen. 2006 gelang dem Verein der Aufstieg in die 2. Bundesliga. 2008 wurde Kim Buss westdeutsche Meisterin im Dameneinzel.
Im Jahre 2009 gelang dem TV Refrath der Aufstieg in die Badminton-Bundesliga, während man im gleichen Jahr Ausrichter der Westdeutschen Meisterschaften war. Seit 2012 spielt die zweite Mannschaft in der 2. Bundesliga; zudem konnte der international erfolgreiche Malaysier Muhammad Hafiz Hashim für die erste Mannschaft verpflichtet werden. In der Bundesliga-Spielzeit 2016/17 gewann der TV Refrath erstmals in der höchsten Spielklasse die Mannschaftsmeisterschaft. Zwischen 2015 und 2021 gewannen Athleten des Vereins zehn Titel bei den Deutschen Badmintonmeisterschaften, Carla Nelte stand insgesamt fünf Mal ganz oben auf dem Podium. Außerdem gewannen Jan Colin Völker, Fabian Roth, Max Schwenger und Kilasu Ostermeyer Titel bei den nationalen Meisterschaften.

## Weitere Abteilungen
Im Floorball stellte der Verein zwei Spielerinnen für die U-19-Weltmeisterschaft 2012, bei der Deutschland den dritten Platz belegte. Die Abteilung Leichtathletik richtete im April 2013 die deutschen Meisterschaften im Halbmarathon aus.
Der Verein arbeitet im Handball mit zwei anderen Vereinen zusammen (SV Blau-Weiß Hand und Turnerschaft Bergisch Gladbach 1879), um den Handballsport in Bergisch Gladbach in der HSG Refrath/Hand zu konzentrieren. Deren 1. Mannschaft der Herren spielt seit der Saison 2022/2023 in der Handball-Regionalliga Nordrhein. Der Sieger dieser Liga ist berechtigt, in die 3. Bundesliga aufzusteigen.